# Christian Gottfried Vaupel
Christian Gottfried Vaupel (* 13. März 1763 in Jestädt; † 9. Juni 1824 in Niederhone) war ein deutscher Ökonomieinspektor und Abgeordneter. „Conductor“ wie er war bereits sein Vater Johann Adam Vaupel (* 18. Dezember 1720 in Wickenrode; † 20. März 1799 in Niederhone).

## Leben
Vaupel war Ökonomieinspektor in Niederhone. 1815/1816 war er Mitglied des Landtages des Kurfürstentums Hessen-Kassel für den Bauernstand im Werrastrom.